# Luís da Cunha Feijó
Luís da Cunha Feijó, 2.º barão e único visconde de Santa Isabel (Rio de Janeiro, 1 de junho de 1817 — Petrópolis, 6 de março de 1881), foi um médico e professor brasileiro.
Filho do farmacêutico Tristão da Cunha Feijó e de Ana Joaquina da Natividade. Formado médico na Faculdade de Medicina do Rio de Janeiro, foi lá professor de patologia e também seu diretor. Considerado por alguns como o primeiro praticante de cesariana no Brasil.
Acompanhou Princesa Isabel em suas viagens à Europa em 1865, 1870 e 1878.
Foi eleito membro da Academia Nacional de Medicina em 1846, ocupando a Cadeira 61, e do Instituto Histórico e Geográfico Brasileiro. Agraciado grande dignitário da Imperial Ordem da Rosa e comendador da Imperial Ordem de Cristo.